# エヴリー・リトル・シング
「エヴリー・リトル・シング」（Every Little Thing）は、ビートルズの楽曲である。1964年に発売された4作目のイギリス盤公式オリジナル・アルバム『ビートルズ・フォー・セール』に収録された。ポール・マッカートニーによって書かれた楽曲（クレジットはレノン＝マッカートニー名義）だが、リード・ボーカルはジョン・レノンの方が目立つアレンジとなっている。アメリカでは、1965年6月にキャピトル・レコードから発売された『ビートルズ VI』に収録された。日本では、シングル盤『ロック・アンド・ロール・ミュージック』のB面曲としても発売された。本作のコーラスでは、ティンパニも使用されている。
楽曲の発表後、イエスやマーティン・ゴードンらによってカバーされた。

## 背景
マッカートニーは、1997年に出版された自伝『Many Years from Now』で、当時住んでいた女優でガールフレンドのジェーン・アッシャーの家にある音楽室で「エヴリー・リトル・シング」を作ったと語っている。なお、1964年のマッカートニーのインタビューを根拠に、同年8月下旬にビートルズが全米ツアーで立ち寄ったアトランティックシティで書かれた楽曲とする文献も存在する。1980年の『プレイボーイ』誌のインタビューで、レノンは「彼の曲だ。僕も何か手伝ったかもしれないけど」と語っている。作家のジョン・C・ウィンは、著書の中で「マッカートニーがロンドンで作曲を始め、アトランティックシティでレノンと2人で仕上げた」と結論づけている。
「エヴリー・リトル・シング」は、レノン＝マッカートニーの作品では珍しく、パートナーの1人（本作ではマッカートニー）が主に作曲を手がけ、もう1人（本作ではレノン）がリード・ボーカルを担当している楽曲である。マッカートニーは、ヴァースでレノンとユニゾンで歌っているが、レノンのリード・ボーカルの方が目立つアレンジとなっている。

## レコーディング
ビートルズは、4作目のオリジナル・アルバム『ビートルズ・フォー・セール』のために「エヴリー・リトル・シング」のレコーディングを行なったが、当時ビートルズはツアーで世界をまわっていたことからレノンとマッカートニーのソングライターとしての生産性が低下している時期であった。マッカートニーは、『Many Years from Now』の中で「シングル用の曲を作りたかった。でもこれは偉大なるシングル盤ではなく、アルバムの埋め合わせにしかならなかった。シングルにするのに必要な何かが欠けていたんだ」と語っている。
1964年9月29日にEMIレコーディング・スタジオで4テイク、9月30日に5テイク録音された。本作のレコーディングについて、1964年にマッカートニーがエレクトリック・ギターのリフは、バンドのリードギタリストであるジョージ・ハリスンではなく、レノンが弾いたものであると発言したことにより、解説者の間で混乱が生じている。イアン・マクドナルドとケネス・ウォマックは、それぞれハリスンがリッケンバッカー・360/12で弾くリードギターのパートを担当し、レノンがアコースティック・ギターで弾くリズムギターのパートを担当したとしている。ウィンもリードギターの演奏者にハリスンの名を挙げており、ベーシック・トラックと後のオーバー・ダビング時にハリスンはリッケンバッカーのギターを使用したと述べている。
テイク6はマッカートニーが歌っている途中でゲップをしたため演奏を中断、テイク7は完成テイクであるが爆笑で終わった。本作は、マーク・ルイソン曰く「エキゾチックな」楽器をビートルズの楽曲で初めて取り入れられた楽曲で、リンゴ・スターはコーラスにおいてティンパニを加えており、「she does」というフレーズに応えるかたちで2拍叩いている。音楽学者のウォルター・エヴェレットは、本作におけるピアノのアレンジについて触れ、「この曲の最初のテイクでは、ハリスンによるエレクトリック・ギターのモチーフとして演奏しており、このパートはヴァースにおいて対旋律を奏でている」と述べている。ティンパニとピアノ（後者はマッカートニーによる演奏）は、ギターのイントロとともに、テイク9にオーバー・ダビングされた。
1969年のゲット・バック・セッションのリハーサル時に、わずかながら演奏されており、当時のバンド内で本作が優れた曲の1つとして記憶されていた。この時の演奏は、2003年に発売された『レット・イット・ビー...ネイキッド』に付属のCD『Fly on the Wall』に収録されている。

## 評価
音楽評論家のイアン・マクドナルドは、本作の「感情的な深さ」を称賛している。『オールミュージック』のリッチー・アンターバーガーは、「シングル曲の候補にも、ライブのレパートにも加えられなかったかもしれないが、興味深いテンポの変化と一級品のハーモニーを持つ、良いアップヒートの曲」と評している。作家のマーク・ハーツガードは「ジョンとポールの並外れた歌唱力を軸に、バンドがいかにして目立たない素材を実際よりも豊かに聴かせることができるのか」を示す楽曲の例として、本作と「パーティーはそのままに」の2曲を挙げている。『ピッチフォーク・メディア』のトム・ユーイングは、「シャングリラス風のピアノとバスドラムによってメロドラマを思わせる推進力が与えられた素晴らしい楽曲」「はっきりとした物悲しさを感じさせ、『Yes, I know I'm a lucky guy（そうさ、僕は運のいいやつ）』というフレーズは、それを自分に言い聞かせているようにも聞こえる」と評している。
2010年に『ローリング・ストーン』誌が発表した「100 Greatest Beatles Songs」では、第91位にランクインしている。
ナショナル・パブリック・ラジオの『All Songs Considered』にゲスト出演したミュージシャンのマシュー・コーズは、「完璧な曲」として本作を選曲し、「歌詞はハッピーでシンプルだけど、メロディは悲しく、人を惑わせるような複雑さを持っている。この2つの異なる要素が、曲に深みを与えている」と評している。

## クレジット
※出典
- ジョン・レノン - ダブルトラックのボーカル、アコースティック・ギター
- ポール・マッカートニー - ハーモニー・ボーカル、ベース、ピアノ
- ジョージ・ハリスン - ダブルトラックのリードギター
- リンゴ・スター - ドラム、ティンパニ

## カバー・バージョン
- イエス - 1969年に発売されたアルバム『イエス・ファースト・アルバム』に収録[23]。冒頭にジャム・セッションが繰り広げられ、ギタリストのピーター・バンクスが「デイ・トリッパー」のリフを弾いている[17]。
- ルー・アン・バートン（英語版） - 1986年に発売されたEP『Forbidden Tones』に収録[24]。
- ペテル・リパ（英語版） - 2003年に発売されたアルバム『Beatles in Blue(s)』に収録[25]。
- マーティン・ゴードン（英語版） - 2004年に発売されたアルバム『The Joy of More Hogwash』に収録[26]。
- バーバラ・ディクソン（英語版） - 2006年に発売されたアルバム『Nothing Gonna Change My World』に収録[27]。